# بيتر زينر
بيتر زينر (بالإنجليزية: Peter Zinner)‏ هو منتج أفلام ومونتير أمريكي، ولد في 24 يوليو 1919 في فيينا في النمسا، وتوفي في 13 نوفمبر 2007 في سانتا مونيكا في الولايات المتحدة بسبب لمفوما.

## وصلات خارجية
- بيتر زينر على موقع IMDb (الإنجليزية)
- بيتر زينر على موقع ألو سيني (الفرنسية)
- بيتر زينر على موقع أول موفي (الإنجليزية)
- بيتر زينر على موقع قاعدة بيانات الأفلام السويدية (السويدية)
- بيتر زينر على موقع قاعدة بيانات الفيلم (الإنجليزية)
- بيتر زينر على موقع كينوبويسك (الروسية)